# Клинсманн, Джонатан
Джонатан Клинсманн (англ. Jonathan Klinsmann; род. 8 апреля 1997, Мюнхен, Бавария, Германия) — американский футболист, вратарь клуба «Чезена».
Сын известного немецкого футболиста и тренера Юргена Клинсмана.

## Клубная карьера
В 2015—2016 годах Клинсманн обучался в Калифорнийском университете в Беркли и играл за университетскую футбольную команду.
Летом 2017 года Джонатан подписал контракт с берлинской «Гертой». 7 декабря 2017 года в поединке Лиги Европы против шведского «Эстерсунда» Джонатан дебютировал за основной состав. После окончания сезона 2018/19 «Герта» не продлила истекавший контракт Клинсманна.
18 июня 2019 года Клинсманн подписал двухлетний контракт со швейцарским «Санкт-Галленом». За «Санкт-Галлен» он дебютировал 17 августа в матче Кубка Швейцарии против «Монтрё».
20 августа 2020 года Клинсманн перешёл в «Лос-Анджелес Гэлакси». В MLS он дебютировал 14 октября в матче против «Сан-Хосе Эртквейкс», в котором совершил семь сэйвов и пропустил четыре гола с 19 ударов по воротам. По окончании сезона 2020 «Лос-Анджелес Гэлакси» не стал продлевать контракт с Клинсманном согласно опции, но, проведя переговоры, 15 января 2021 года клуб подписал новый контракт с игроком. По окончании сезона 2022 «Лос-Анджелес Гэлакси» не задействовал опцию продления контракта Клинсманна, но, проведя переговоры, 19 декабря 2022 года клуб подписал с игроком новый однолетний контракт до конца сезона 2023 с опцией продления на сезон 2024. По окончании сезона 2023 «Лос-Анджелес Гэлакси» не продлил контракт с Клинсманном.
1 февраля 2024 года Клинсманн подписал контракт с клубом итальянской Серии C «Чезена» на 2,5 года. 28 апреля в матче заключительного тура сезона 2023/24 против «Перуджи» он дебютировал за «Чезену», уже обеспечившую себе выход в Серию B.

## Международная карьера
В 2017 году Клинсманн в составе молодёжной сборной США выиграл молодёжный чемпионат КОНКАКАФ в Коста-Рике. На турнире он сыграл в матчах против команд Панамы, Гаити, Мексики, Сальвадора и Гондураса. По итогам соревнований Джонатан был признан лучшим вратарём и был включён в символическую сборную. В том же году Клинсманн принял участие в молодёжном чемпионате мира в Южной Корее. На турнире он сыграл в матчах против команд Эквадора, Сенегала, Саудовской Аравии, Новой Зеландии и Венесуэлы.
12 ноября 2018 года Клинсманн впервые был вызван в старшую сборную США на товарищеские матчи со сборными Англии и Италии в качестве замены травмированному Заку Стеффену.

## Достижения
Командные
 США (до 20)
- Чемпионат КОНКАКАФ среди молодёжных команд — 2017

Индивидуальные
- Лучший вратарь чемпионата КОНКАКАФ среди молодёжных команд — 2017
- Член символической сборной чемпионата КОНКАКАФ среди молодёжных команд — 2017